# Action Jackson
Action Jackson é um filme de ação estadunidense de 1988 dirigido por Craig R. Baxley, estrelado por Carl Weathers, Vanity, Craig T. Nelson e Sharon Stone. O filme foi lançado nos Estados Unidos em 12 de fevereiro de 1988.

## Elenco
- Carl Weathers como Action Jackson
- Craig T. Nelson como Peter Dellaplane
- Vanity como Sydney Ash
- Sharon Stone como Patrice Dellaplane
- Thomas F. Wilson como Oficial Kornblau
- Bill Duke como Capitão Earl Armbruster
- Robert Davi como Tony Moretti
- Jack Thibeau como Detetive Kotterwell
- Roger Aaron Brown como Officer Lack
- Stan Foster como Albert Smith
- Mary Ellen Trainor como Secretária